# Ernest Cole
Ernest Levi Tsoloane Cole (* 21. März 1940 in Eersterust, Pretoria; † 19. Februar 1990 in New York City) war ein südafrikanischer Fotograf. In den frühen 1960er Jahren begann er, freiberuflich für Kunden wie die Zeitschrift Drum, die Rand Daily Mail und den Sunday Express zu arbeiten. Damit war er der erste schwarze freiberufliche Fotograf Südafrikas.

## Frühes Leben
Cole war ein schwarzer Südafrikaner, der 1940 in Eersterust, Pretoria, geboren wurde. Sein ursprünglicher Familienname war Kole, später nahm er den Namen Cole an. Er verließ die Schule, als 1953 das Bantu-Bildungsgesetz in Kraft trat, und machte stattdessen sein Diplom in einem Fernkurs bei Wolsey Hall in Oxford. Mit acht Jahren begann er zu fotografieren, und in den 1950er Jahren schenkte ihm ein römisch-katholischer Priester eine Kamera, mit der Cole sein Portfolio ausweitete. Wie er es selbst ausdrückt: „Ich verließ 1957 die Schule, um nicht die ‚Bantu‘-Erziehung zur Knechtschaft mitzumachen, die noch strenger geworden war als zuvor.“

## Karriere

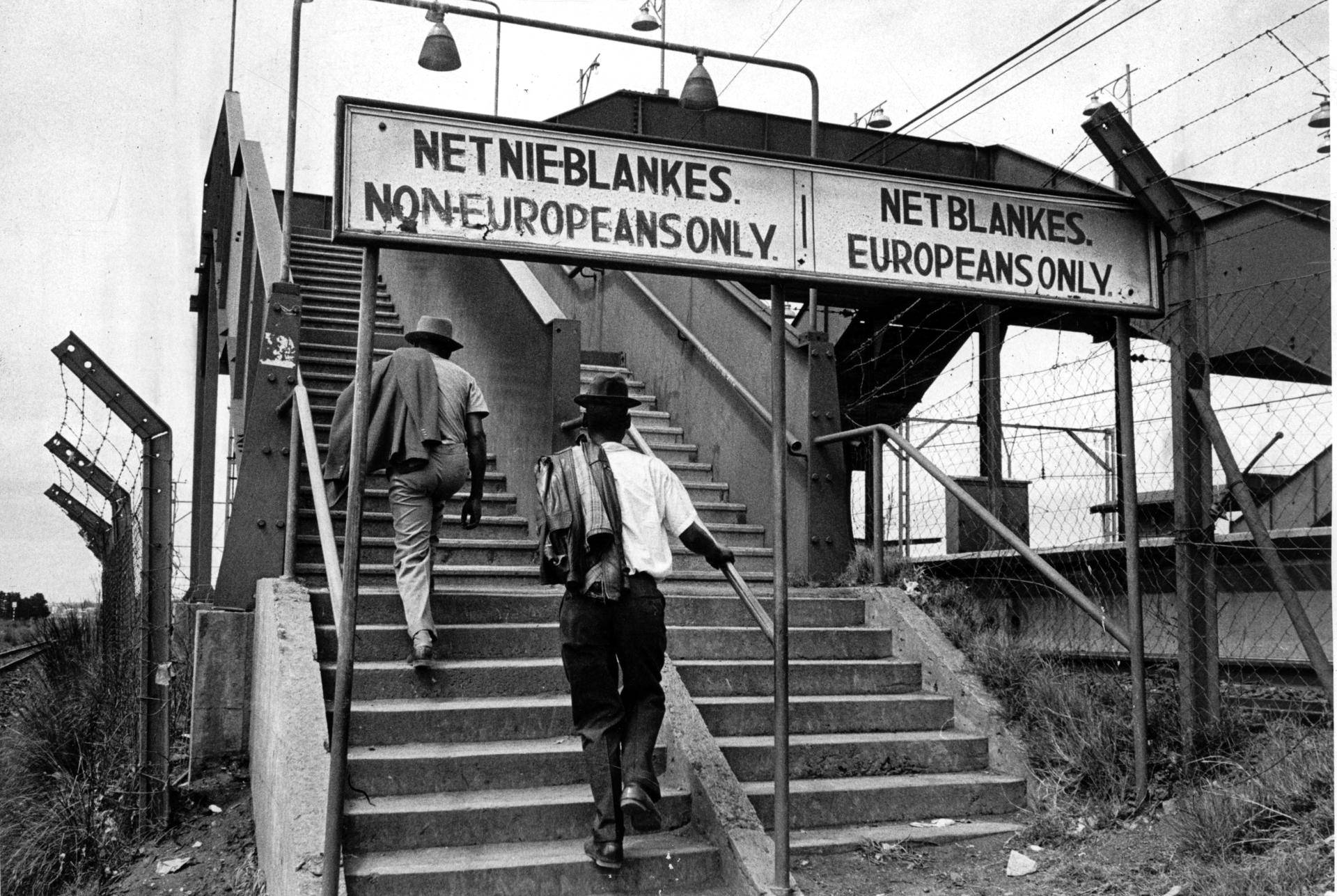
Fotografie von Rassentrennungsschildern an einem südafrikanischen Bahnhof, von Ernest Cole.

Im Jahr 1958 bewarb er sich bei der Zeitschrift Drum. Jürgen Schadeberg, der Bildredakteur, stellte ihn als seinen Assistenten ein. Cole begann auch einen Fernkurs am New York Institute of Photography.
Während seiner Arbeit für Drum kam Cole in Kontakt mit anderen talentierten jungen schwarzen Südafrikanern – Journalisten, Fotografen, Jazzmusikern und politischen Führern der aufkeimenden Anti-Apartheid-Bewegung – und radikalisierte sich in seinen politischen Ansichten. Bald entschied er sich für ein Projekt, bei dem er die Übel und die täglichen sozialen Auswirkungen der Apartheid festhalten wollte.
Anschließend arbeitete er bei der Zeitung Bantu World (später umbenannt in The World; heute The Sowetan), wo er seine Karriere als Fotograf fortsetzte.
Als er versuchte, Südafrika zu verlassen, wurde er als „Farbiger“ und nicht als „Schwarzer“ eingestuft, weil es ihm gelang, die Behörden zu täuschen. Infolgedessen konnte er 1966 nach New York City ausreisen. Die Drucke seines Apartheid-Projekts nahm er heimlich mit. Er zeigte seine Arbeiten Magnum Photos, und dies führte zu einem Verlagsvertrag mit den Verlagsrechten im Besitz von Random House. Das daraus resultierende Buch, House of Bondage (1967), wurde in Südafrika verboten.
In dem Buch schreibt Cole: „Dreihundert Jahre weißer Vorherrschaft in Südafrika haben uns in Knechtschaft gehalten, uns unserer Würde beraubt, uns unserer Selbstachtung beraubt und uns mit Hass umgeben.“
Später erhielt Cole einen Zuschuss von der Ford Foundation für ein weiteres Buch, A study of the Negro family in the rural South and the Negro family in the urban ghetto. Obwohl er eine große Anzahl von Fotos machte, wurde dieses Projekt nie abgeschlossen, und es wurden auch keine weiteren Bücher veröffentlicht. Ab 2020 wurden die Fotos aus dieser Serie gescannt und veröffentlicht.
Anschließend zog Cole nach Schweden, wo er sich dem Filmemachen zuwandte. Die Apartheid-Fotos, die er aufgenommen hatte, wurden vom ANC in seinen verschiedenen Publikationen ausgiebig verwendet.
In den 1980er-Jahren fotografierte Cole immer weniger, hörte schließlich auf, verarmte und wurde obdachlos.

## Tod
Cole starb am 18. Februar 1990 im Alter von 49 Jahren in New York City an Krebs.

## Fotografisches Vermächtnis
Coles Negative galten lange Zeit als verschollen, aber eine Sammlung von 60.000 Negativen wurde in einem Banktresor in Stockholm gefunden und im April 2018 an seine Erben übergeben, die den Ernest Cole Family Trust gegründet hatten. In der Hasselblad Foundation befinden sich noch 504 Fotografien mit einem geschätzten Wert von über einer Million Euro, um deren Eigentum ein Rechtsstreit entbrannt ist. Der Rechtsstreit zwischen Coles Nachlass und der Hasselblad Foundation dauerte noch bis 2020 an.
Nachdem ein Teil von Coles Werk 2017 wieder aufgetaucht war, wurde sein Buch House of Bondage 2022 von Aperture in New York neu aufgelegt, mit einem neuen Vorwort von Mongane Wally Serote und „einer Auswahl bisher ungesehener Fotografien von kreativen Ausdrucksformen und kulturellen Aktivitäten in schwarzen Gemeinschaften; ein nützliches Korrektiv zu der einheitlichen Sichtweise von Unterdrückung und Unterwerfung, die im Mittelpunkt stand.“

## Ernest Cole Award
Der Ernest Cole Award wird seit 2011 jährlich unter der Schirmherrschaft der Universität Kapstadt verliehen.
Dieser wurde ins Leben gerufen, um an Ernest Cole zu gedenken und ihn als Schlüsselfigur innerhalb der Geschichte der südafrikanischen Fotografie, aber auch als Mitstreiter im Kampf gegen die Apartheid zu würdigen. Der Preis soll dabei Fotografen die beim Aufbau ihrer Karriere mit diversen Schwierigkeiten konfrontiert sind, unterstützen und ihnen darüber hinaus professionelle Hilfe gewähren.

## Dokumentarfilme
- 2006: Ernest Cole – Regie: Jürgen Schadeberg, 52 Minuten. „Dies ist die Geschichte des ersten schwarzen Fotojournalisten, der das Apartheidsystem Südafrikas herausforderte. Unter dem Risiko einer Inhaftierung widmete Ernest Cole sein Leben der Aufgabe, der Welt die Ungerechtigkeit und Ausbeutung der Rassentrennung aufzuzeigen. Doch er zahlte einen hohen Preis für seine Arbeit und starb schließlich im Exil.“[18][19]
- 2024: Ernest Cole: Lost and Found – Regie: Raoul Peck, 105 Minuten.[20]

## Sammlungen
Coles Werke befinden sich in den folgenden öffentlichen Sammlungen:
- The Art Institute of Chicago, Chicago, Illinois: 12 Artikel[21]
- Museum of Modern Art, New York, New York: 41 Artikel[22]
- Tate Modern, London: 19 Artikel[23]